# Walter Belvisi
Walter María Belvisi Bottino (Paysandú, 6 de octubre de 1937) es un arquitecto y político uruguayo, perteneciente al Partido Colorado.

## Biografía
Graduado como arquitecto en la Universidad de la República en 1963. Ejerció su actividad profesional principalmente en el departamento de Paysandú; el mismo año que se recibió, ingresó a la Intendencia Municipal como funcionario. En las elecciones de 1971 es electo como primer suplente del Intendente por el Partido Colorado; en abril de 1973 es convocado para ocupar el cargo de Intendente Municipal de Paysandú, en el cual permanecería hasta 1981.
Integró el Consejo de Estado del año 1973 durante la Dictadura cívico-militar en Uruguay (1973-1985).
Posteriormente, en las elecciones de 1984, se postula a Intendente por el Partido Colorado, resultando electo para el periodo 1985-1990. Entre sus obras se destacan: Costanera Norte que une el Puente Internacional General José G. Artigas con la ciudad, Acceso Norte, remodelación de la zona costera, Museo de la Tradición, varios parques y rincones infantiles, Casa del Espíritu de Paysandú (actual sede del Museo Histórico Municipal); también impulsó y desarrolló los Centros Termales de Guaviyú y Almirón, incluyendo una importante obra de infraestructura en servicios y motelería.  
Electo Senador por el Partido Colorado para el periodo 1990-1995. Resulta reelecto para el siguiente periodo; pero ya en 1995 renuncia para presidir la Delegación Uruguaya ante la Comisión Técnica Mixta de Salto Grande. Más adelante, en el año 2000, es nombrado Presidente de la Delegación Uruguaya ante la Comisión Administradora del Río Uruguay (CARU).